# 阿拉卡米西伊泰尼納
21°38′S 47°9′E / 21.633°S 47.150°E
阿拉卡米西伊泰尼納，是馬達加斯加的城鎮，位於該國中部，由上馬齊亞特拉區負責管轄，是武希巴圖區的首府，海拔高度1,171米，主要經濟活動是農業，2001年人口27,289。